# Eredivisie (vrouwenhandbal) 2011/12
De Eredivisie is de hoogste afdeling van het Nederlandse handbal bij de vrouwen op landelijk niveau. In het seizoen 2011/2012 werd MazuWiAi/Dalfsen landskampioen. Venus/Nieuwegein en GIBO groep/Kwiek degradeerden naar de Eerste divisie.
Voorafgaan het seizoen heeft het Nederlands Handbal Verbond (NHV) de HandbalAcademie uit de dames eredivisie gehaald. Volgens het NHV hebben de speelsters binnen de HandbalAcademie meer behoefte aan internationale stages en wedstrijden. Door het terugtrekken van zal de eredivisie vanaf dit seizoen van twaalf naar tien teams clubs inkrimpt en dat het NHV nog nieuwe regels voor promotie en degradatie ingevoerd heeft.

## Opzet
- Er wordt eerst een volledige competitie gespeeld. Daarna worden de teams in twee poules opgedeeld. De zes hoogst geëindigde ploegen gaan verder in de zogenaamde kampioenspoule en de vier laagst geëindigde ploegen in de zogenaamde degradatiepoule.
- De vier ploegen in de degradatiepoule spelen onderling een volledige competitie waarbij de nummer 7 uit de reguliere competitie met 4 bonus/startpunten begint en, dit zo aflopend tot, 1 startpunt voor de nummer 10 uit de reguliere competitie.
- De ploeg die in de degradatiepoule als laatste eindigt, degradeert rechtstreeks naar de eerste divisie.
- De ploeg die in de degradatiepoule als enerlaatste eindigt, speelt een best-of-two tegen de winnaar, van de onderlinge strijd tussen de periodekampioenen in de eerste divisie, om uit te maken wie volgend seizoen in de eredivisie en wie in de eerste divisie speelt. In deze best-of-two heeft de eredivisieploeg het recht om de tweede wedstrijd thuis te spelen.
- De zes ploegen in de kampioenspoule beslissen in poulefase wie er door gaat naar de best-of-three voor het landskampioenschap gaan spelen. De nummer 1 en 2 van de kampioenspoule spelen deze finale.
- De finale (derde ronde) is een best-of-three waarbij de ploeg die in de reguliere competitie als hoogste is geëindigd, de eerste en, indien nodig, derde wedstrijd thuis speelt,

## Teams
| Club                   | Plaats     | Provincie     | Trainers                                                  | Hal              |
| ---------------------- | ---------- | ------------- | --------------------------------------------------------- | ---------------- |
| MazuWiAi/Dalfsen       | Dalfsen    | Overijssel    | Peter Portengen                                           | De Trefkoele     |
| Huyser-Kwebbel/E&O     | Emmen      | Drenthe       | Diana Woudstra Henk Jan Ottens ontslagen in december 2011 | Harwig Arena     |
| GOconnectIT/Fortissimo | Cothen     | Utrecht       | Faroek Lazrak                                             | De Rijnsloot     |
| Hellas                 | Den Haag   | Zuid-Holland  | Erik van de Wel                                           | Hellashal        |
| GIBO groep/Kwiek       | Raalte     | Overijssel    | Edwin Kippers                                             | Valkenlaan       |
| Loreal                 | Venlo      | Limburg       | Gino Smits                                                | Craneveld        |
| Venus/Nieuwegein       | Nieuwegein | Utrecht       | Fred Michielsen                                           | Galecop          |
| Quintus                | Kwintsheul | Zuid-Holland  | Jos Klepke                                                | Van der Voorthal |
| Westfriesland/SEW      | Nibbixwoud | Noord-Holland | Aaf van Dijk                                              | De Bloesem       |
| Succes Schoonmaak/VOC  | Amsterdam  | Noord-Holland | Richard Kuijer Rolf Schulte ontslagen in november 2011    | Elzenhagen       |

## Reguliere competitie
| Pos | Club                   | Wed | W  | G | V  | Ptn | DV  | DT  | +/−  | Opmerking            |
| --- | ---------------------- | --- | -- | - | -- | --- | --- | --- | ---- | -------------------- |
| 1   | MazuWiAi/Dalfsen       | 18  | 16 | 0 | 2  | 32  | 661 | 412 | +249 | Naar kampioenspoule  |
| 2   | Westfriesland/SEW      | 18  | 14 | 1 | 3  | 29  | 489 | 439 | +50  | Naar kampioenspoule  |
| 3   | Quintus                | 18  | 14 | 0 | 4  | 28  | 565 | 415 | +150 | Naar kampioenspoule  |
| 4   | Succes Schoonmaak/VOC  | 18  | 13 | 1 | 4  | 27  | 578 | 444 | +134 | Naar kampioenspoule  |
| 5   | Hellas                 | 18  | 11 | 0 | 7  | 22  | 558 | 471 | +87  | Naar kampioenspoule  |
| 6   | Huyser-Kwebbel/E&O     | 18  | 6  | 0 | 12 | 12  | 408 | 465 | −57  | Naar kampioenspoule  |
| 7   | Loreal                 | 18  | 6  | 0 | 12 | 12  | 482 | 573 | −91  | Naar degradatiepoule |
| 8   | Venus/Nieuwegein       | 18  | 5  | 0 | 13 | 10  | 464 | 604 | −140 | Naar degradatiepoule |
| 9   | GOconnectIT/Fortissimo | 18  | 2  | 1 | 15 | 5   | 404 | 618 | −214 | Naar degradatiepoule |
| 10  | GIBO groep/Kwiek       | 18  | 1  | 1 | 16 | 3   | 388 | 556 | −168 | Naar degradatiepoule |

## Nacompetitie

### Degradatiepoule
| Pos | Club                   | Wed | W | G | V | Ptn | DV  | DT  | +/− | Opmerking                                                     |
| --- | ---------------------- | --- | - | - | - | --- | --- | --- | --- | ------------------------------------------------------------- |
| 1   | Loreal                 | 6   | 4 | 0 | 2 | 12  | 172 | 151 | +21 |                                                               |
| 2   | GOconnectIT/Fortissimo | 6   | 3 | 1 | 2 | 9   | 147 | 148 | −1  |                                                               |
| 3   | Venus/Nieuwegein       | 6   | 2 | 0 | 4 | 7   | 158 | 183 | −25 | Best of two tegen winnaar periodekampioenschap eerste divisie |
| 4   | GIBO groep/Kwiek       | 6   | 2 | 1 | 3 | 6   | 152 | 147 | +5  | Directe degradatie naar eerste divisie                        |

### Kampioenspoule
| Pos | Club                  | Wed | W  | G | V | Ptn | DV  | DT  | +/− | Opmerking                         |
| --- | --------------------- | --- | -- | - | - | --- | --- | --- | --- | --------------------------------- |
| 1   | MazuWiAi/Dalfsen      | 10  | 10 | 0 | 0 | 26  | 316 | 240 | +76 | Gekwalificeerd voor Best of Three |
| 2   | Westfriesland/SEW     | 10  | 6  | 0 | 4 | 17  | 229 | 227 | +2  | Gekwalificeerd voor Best of Three |
| 3   | Succes Schoonmaak/VOC | 10  | 6  | 0 | 4 | 15  | 256 | 239 | +17 |                                   |
| 4   | Quintus               | 10  | 3  | 1 | 6 | 11  | 263 | 256 | +7  |                                   |
| 5   | Hellas                | 10  | 3  | 1 | 6 | 9   | 266 | 292 | −26 |                                   |
| 6   | Huyser-Kwebbel/E&O    | 10  | 1  | 0 | 9 | 3   | 219 | 295 | −76 |                                   |

#### Best of Three
| 12 juni 2010 | MazuWiAi/Dalfsen | 25 − 24 | Westfriesland/SEW | De Trefkoele, Dalfsen |
| 12 juni 2010 |                  |         |                   | De Trefkoele, Dalfsen |
| 12 juni 2010 |                  |         |                   | De Trefkoele, Dalfsen |

| 19 juni 2010 | Westfriesland/SEW | 22 − 33 | MazuWiAi/Dalfsen | De Bloesem, Wognum |
| 19 juni 2010 |                   |         |                  | De Bloesem, Wognum |
| 19 juni 2010 |                   |         |                  | De Bloesem, Wognum |

| 26 juni 2010 | MazuWiAi/Dalfsen | v | Westfriesland/SEW | De Trefkoele, Dalfsen |
| 26 juni 2010 |                  |   |                   | De Trefkoele, Dalfsen |
| 26 juni 2010 |                  |   |                   | De Trefkoele, Dalfsen |

## Beste handbalsters van het jaar
In de verkiezing handballer en handbalster van het jaar werden de volgende prijzen verdeeld:
| Categorie                       | Winnaar          | Club               |
| ------------------------------- | ---------------- | ------------------ |
| Keepster                        | Annick Lipman    | MazuWiAi/Dalfsen   |
| Linkeropbouwster                | Wendy Smits      | MazuWiAi/Dalfsen   |
| Rechteropbouwster               | Anouk Nieuwenweg | Huyser-Kwebbel/E&O |
| Middenopbouwster                | Lynn Knippenborg | MazuWiAi/Dalfsen   |
| Linkerhoek                      | Sharina van Dort | MazuWiAi/Dalfsen   |
| Rechterhoek                     | Angela Malestein | MazuWiAi/Dalfsen   |
| Cirkel                          | Esther Schop     | MazuWiAi/Dalfsen   |
| Trainer                         | Peter Portengen  | MazuWiAi/Dalfsen   |
| Talent van het jaar van het NHV | Lois Abbingh     | VfL Oldenburg      |